# 科雷特內 (敖德薩州)
47°59′13″N 29°42′22″E / 47.98694°N 29.70611°E
科里特內（烏克蘭語：Коритне）是位於烏克蘭西南部的村莊，由敖德萨州波迪利斯克区的巴爾塔市鎮負責管轄。該村處於巴季若克河畔，始建於1760年，面積3.86平方公里，海拔高度162米，2001年人口760。